# Maesa junghuhniana
Maesa junghuhniana är en viveväxtart som beskrevs av Rudolph Herman Scheffer. Maesa junghuhniana ingår i släktet Maesa och familjen viveväxter. Inga underarter finns listade i Catalogue of Life.